# Arquidiócesis de Papeete
La arquidiócesis de Papeete (en latín: Archidioecesis Papeetensis y en francés: Archidiocèse de Papeete) es una circunscripción eclesiástica de la Iglesia católica en Polinesia Francesa. Se trata de una arquidiócesis latina, sede metropolitana de la provincia eclesiástica de Papeete. Desde el 15 de diciembre de 2016 su arzobispo es Jean-Pierre Cottanceau, de la Congregación de los Sagrados Corazones.

## Territorio y organización

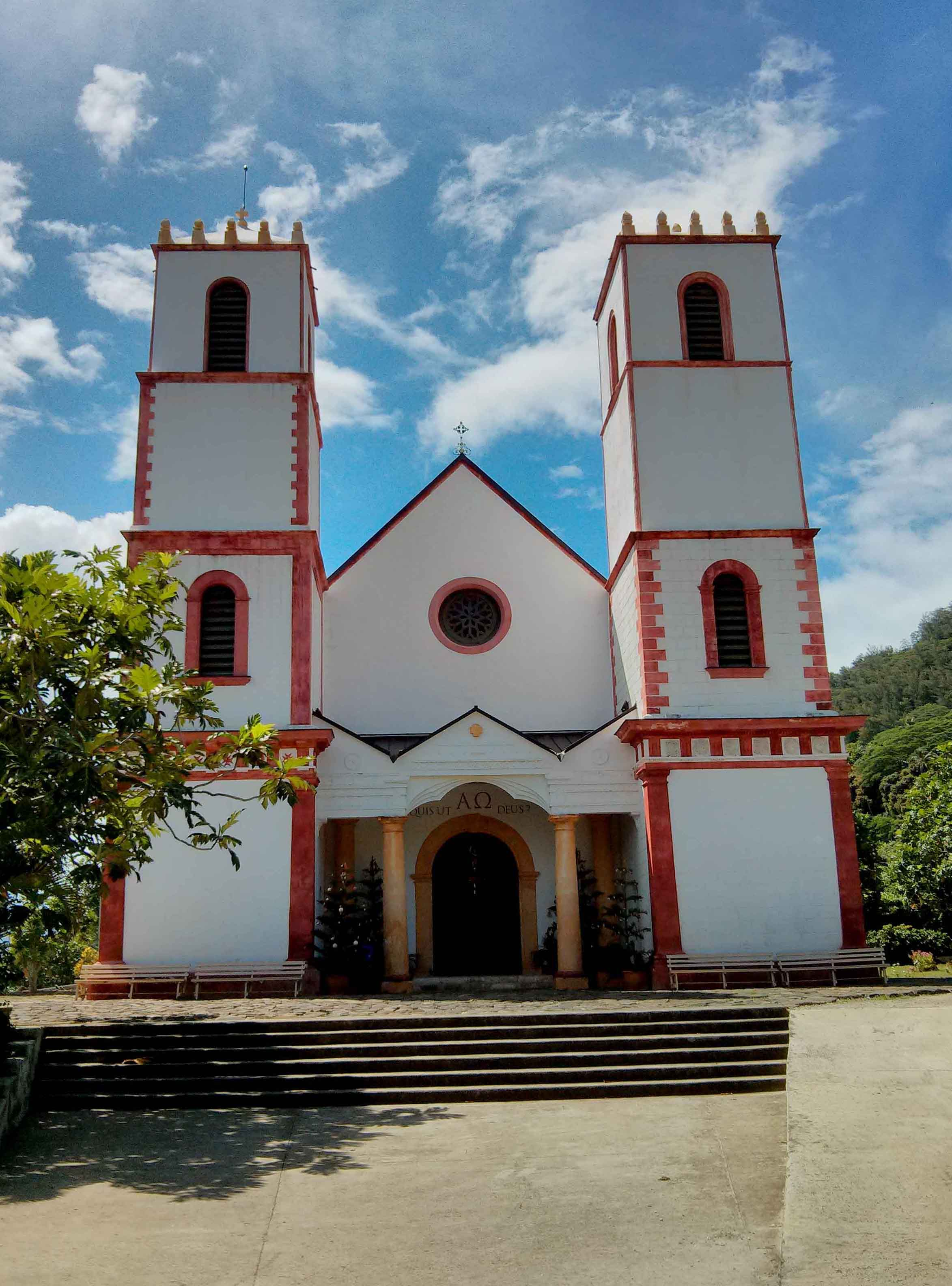
Iglesia de San Miguel, en Rikitea

La arquidiócesis tiene 2675 km² y extiende su jurisdicción sobre los fieles católicos de rito latino residentes en las islas Australes, las islas de la Sociedad, las islas de los Vientos, las islas de Sotavento, las islas Tuamotu y las islas Gambier, todas parte de la Polinesia Francesa, un país de ultramar de Francia. Incluye además el territorio dependiente de las Islas Pitcairn, que pertenece al Reino Unido, aunque no tiene población católica.
La sede de la arquidiócesis se encuentra en la ciudad de Papeete, en la isla de Tahití, en donde se halla la Catedral de Nuestra Señora, consagrada el 23 de diciembre de 1875. En la población de Rikitea en la isla Mangareva se halla la iglesia de San Miguel, que fue catedral del vicariato apostólico hasta 1875.
La arquidiócesis tiene como sufragánea a la diócesis de Taiohae.
En 2023 en la arquidiócesis existían 57 parroquias.

## Historia
Los primeros intentos de evangelizar la Polinesia Francesa fueron realizados por algunos religiosos franciscanos del Virreinato del Perú, en la segunda mitad del siglo XVIII. Durante el siglo XIX se inició una obra misionera más eficaz.
El 30 de mayo de 1833 la Congregación de Propaganda Fide decidió erigir el vicariato apostólico de Oceanía Oriental, con territorio separado del de la prefectura apostólica de las Islas del Mar del Sur. El 2 de junio el papa Gregorio XVI aprobó este proyecto, y el 8 de junio la Propaganda Fide emitió el decreto Cum R.D. de Solages, que definía los límites del nuevo vicariato apostólico. El 14 de junio de 1833, mediante el breve In sublimi, el papa nombró a Étienne Jérôme Rouchouze como el primer vicario apostólico, al mismo tiempo que confiaba el cuidado pastoral del nuevo vicariato a la Congregación de los Sagrados Corazones. No tenía territorio propio, sino que reunía la prefectura apostólica de Oceanía Meridional y la prefectura apostólica de las Islas Sándwich (hoy diócesis de Honolulu), cuyos prefectos dependían del vicario apostólico.
El 13 de agosto de 1844, mediante el breve Pastorale officium del papa Gregorio XVI, la prefectura apostólica de las Islas Sándwich fue elevada a vicariato apostólico y se convirtió en autónoma del vicariato apostólico de Oceanía Oriental.
El 9 de mayo de 1848 cedió una parte de su territorio para la erección del vicariato apostólico de las Islas Marquesas (hoy diócesis de Taiohae o Tefenuaenata) mediante el breve Apostolicae servitutis del papa Pío IX, y al mismo tiempo asumió el nombre de vicariato apostólico de Tahití.
Luego de que el 9 de septiembre de 1888 la isla de Pascua fuera anexada a Chile, el 8 de febrero de 1889 fue separada del vicariato apostólico de Tahití por decreto consistorial Cum in Oceanía Orientali del papa León XIII, he integrada a la arquidiócesis de Santiago de Chile.
El 27 de noviembre de 1922 cedió otra porción de su territorio para la erección de la prefectura apostólica de Cook y Manihiki (hoy diócesis de Rarotonga).
El 21 de junio de 1966 el vicariato apostólico fue elevado al rango de arquidiócesis metropolitana mediante la bula Prophetarum voces del papa Pablo VI.
El 22 de febrero de 1974 la arquidiócesis se expandió mediante el decreto Cum Insula de la Congregación para la Evangelización de los Pueblos, incorporando las islas Pitcairn.

## Estadísticas
Según el Anuario Pontificio 2024 la arquidiócesis tenía a fines de 2023 un total de 108 700 fieles bautizados.
| Año                                                                             | Población            | Población | Población      | Sacerdotes | Sacerdotes    | Sacerdotes    | Bautizados por sacerdote | Diáconos permanentes | Religiosos | Religiosos | Parroquias |
| Año                                                                             | Bautizados católicos | Total     | % de católicos | Total      | Clero secular | Clero regular | Bautizados por sacerdote | Diáconos permanentes | Varones    | Mujeres    | Parroquias |
| ------------------------------------------------------------------------------- | -------------------- | --------- | -------------- | ---------- | ------------- | ------------- | ------------------------ | -------------------- | ---------- | ---------- | ---------- |
| 1950                                                                            | 12 500               | 58 000    | 21.6           | 21         |               | 21            | 595                      |                      | 15         | 18         | 72         |
| 1970                                                                            | 25 349               | 96 869    | 26.2           | 35         | 6             | 29            | 724                      |                      | 59         | 49         | 72         |
| 1980                                                                            | 44 500               | 139 200   | 32.0           | 31         | 6             | 25            | 1435                     | 4                    | 51         | 58         | 69         |
| 1990                                                                            | 70 000               | 191 000   | 36.6           | 28         | 11            | 17            | 2500                     | 10                   | 50         | 62         | 75         |
| 1999                                                                            | 82 000               | 226 000   | 36.3           | 30         | 14            | 16            | 2733                     | 19                   | 56         | 49         | 82         |
| 2000                                                                            | 83 000               | 230 000   | 36.1           | 33         | 15            | 18            | 2515                     | 20                   | 55         | 50         | 82         |
| 2001                                                                            | 83 000               | 230 000   | 36.1           | 30         | 14            | 16            | 2766                     | 23                   | 49         | 52         | 83         |
| 2002                                                                            | 83 000               | 231 000   | 35.9           | 25         | 11            | 14            | 3320                     | 24                   | 40         | 54         | 82         |
| 2003                                                                            | 89 000               | 237 000   | 37.6           | 27         | 12            | 15            | 3296                     | 30                   | 38         | 53         | 82         |
| 2004                                                                            | 89 000               | 236 693   | 37.6           | 28         | 14            | 14            | 3178                     | 30                   | 43         | 44         | 55         |
| 2013                                                                            | 104 000              | 268 270   | 38.8           | 26         | 19            | 7             | 4000                     | 44                   | 38         | 35         | 57         |
| 2016                                                                            | 105 780              | 276 944   | 38.2           | 27         | 17            | 10            | 3917                     | 46                   | 36         | 35         | 57         |
| 2019                                                                            | 107 220              | 280 100   | 38.3           | 29         | 20            | 9             | 3697                     | 45                   | 35         | 36         | 57         |
| 2021                                                                            | 107 960              | 282 300   | 38.2           | 29         | 20            | 9             | 3722                     | 45                   | 19         | 36         | 57         |
| 2023                                                                            | 108 700              | 284 500   | 38.2           | 29         | 20            | 9             | 3748                     | 45                   | 35         | 36         | 57         |
| Fuente: Catholic-Hierarchy, que a su vez toma los datos del Anuario Pontificio. |                      |           |                |            |               |               |                          |                      |            |            |            |

## Episcopologio

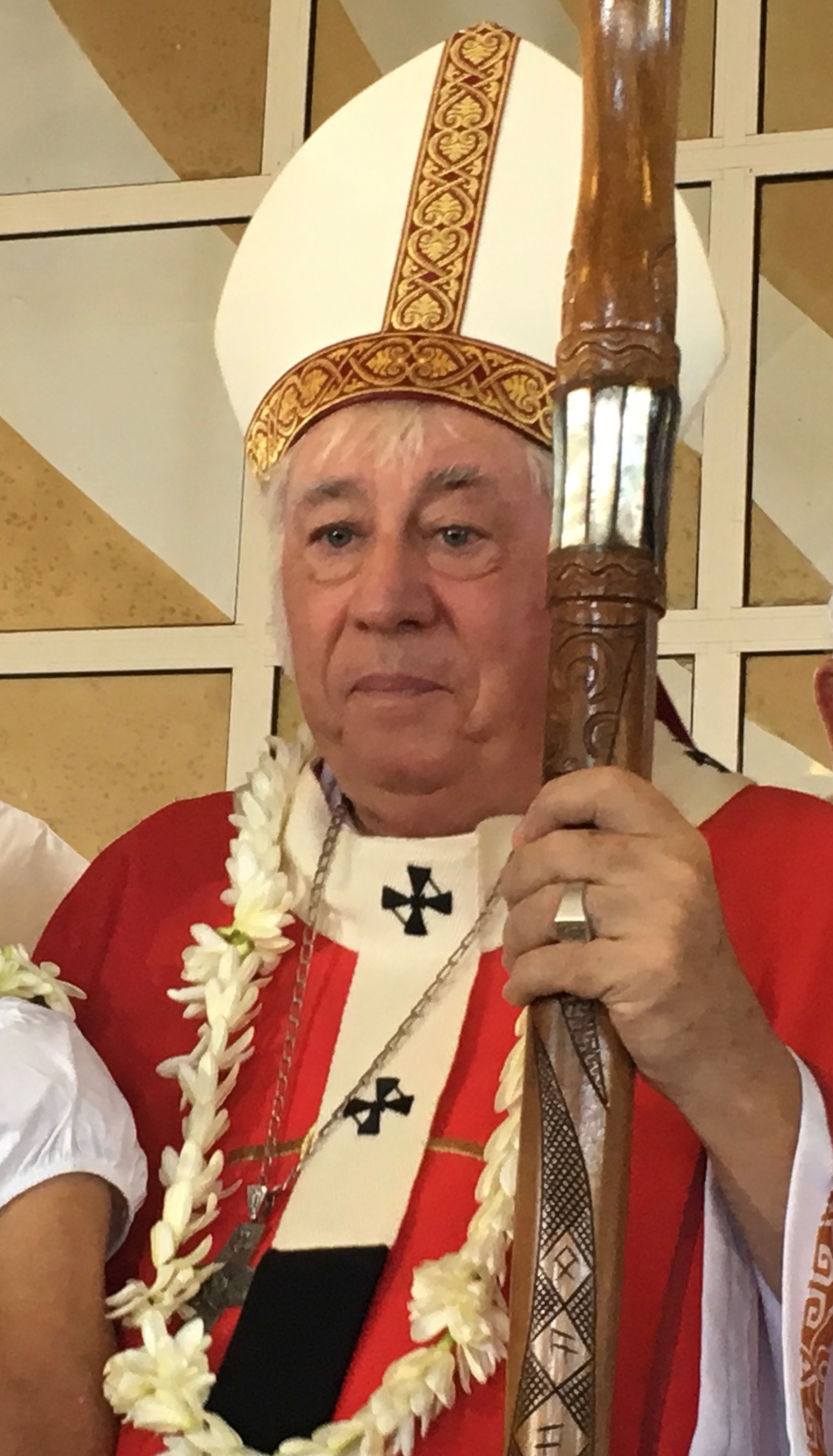
Jean-Pierre Cottanceau, arzobispo de Papeete desde 2016

- Étienne Jérôme Rouchouze, SS.CC. † (14 de junio de 1833-marzo de 1843 falleció)
- François Baudichon, SS.CC. † (13 de agosto de 1844-9 de mayo de 1848 nombrado vicario apostólico de las Islas Marquesas)
- Florentin-Etienne Jaussen, SS.CC. † (9 de mayo de 1848-12 de febrero de 1884 renunció)
- Marie-Joseph Verdier, SS.CC. † (11 de febrero de 1884 por sucesión-26 de febrero de 1908 renunció)
- Athanase Hermel, SS.CC. † (26 de febrero de 1908 por sucesión-20 de febrero de 1932 falleció)
- Julien-Marie Nouailles, SS.CC. † (26 de abril de 1932-14 de agosto de 1937 falleció)
- Paul-Laurent-Jean-Louis Mazé, SS.CC. † (8 de noviembre de 1938-5 de marzo de 1973 retirado)
- Michel-Gaspard Coppenrath † (5 de marzo de 1973 por sucesión-4 de junio de 1999 retirado)
- Hubert Coppenrath † (4 de junio de 1999 por sucesión-31 de marzo de 2011 retirado)
  - Bruno Ma'i (31 de marzo de 2011-13 de marzo de 2013) (administrador apostólico)
  - Pascal Chang-Soi, SS.CC. (13 de marzo de 2013-28 de agosto de 2015) (administrador apostólico)
  - Jean-Pierre Cottanceau, SS.CC. (28 de agosto de 2015-15 de diciembre de 2016 nombrado arzobispo) (administrador apostólico)
- Jean-Pierre Cottanceau, SS.CC., desde el 15 de diciembre de 2016